# L・B・ジョーンズの解放
『L・B・ジョーンズの解放』（エルビージョーンズのかいほう、原題: The Liberation of L.B. Jones）は、1970年のアメリカ映画。原作はジェシー・ヒル・フォードの同名の小説で、フォード自ら脚色を担当している。
ウィリアム・ワイラー監督の最後の作品でもある。

## ストーリー
アメリカ合衆国南部テネシー州のとある町で葬儀屋を営む裕福な黒人男性L・B・ジョーンズが、浮気をしている若妻エマへ離婚請求をするために弁護士オーマンのもとへやって来る。エマの浮気相手が地元の悪徳警官で白人のウィリーであることを知っているオーマンは、人種問題に関わることを恐れ、忙しいとの理由で一度は断る。しかし、甥の弁護士スティーブが代わりに担当すると言い出すと、スティーブに担当させるくらいならと、自らジョーンズの依頼を受けることにする。
一方、当初は離婚に同意していたエマだったが、今の裕福な生活を失いたくないとの思いから自ら弁護士を雇い、離婚を拒否する姿勢を見せる。このまま裁判が行なわれれば、浮気相手であるウィリーの名前が表に出ることは必至。黒人女性と関係したことが明らかになれば、妻子のあるウィリーは職を失うだけでなく、町で生きて行くことすらできなくなる。そこでオーマンは事態を穏便に片付けるために、ウィリーにエマを説得するように言う。
ウィリーはオーマンの言葉に従いエマを説得しようとするが、エマはウィリーの子を妊娠したと言い、金のないウィリーではなく、ジョーンズとの結婚生活を続けると言い張る。そんなエマをウィリーは激しく殴りつけるが、それでもエマは説得に応じようとはしない。追いつめられたウィリーは、エマと別れるので離婚そのものをやめるようにとジョーンズを脅迫する。
ウィリーの脅迫を無視したジョーンズは、ウィリーとその相棒スタンリーに捕まる。一度は逃げ出したジョーンズだったが、「白人から逃げ続ける黒人」であることに嫌気がさし、ウィリーらの前に姿を現す。そして最後まで説得に応じず、ウィリーに射殺される。スタンリーは黒人による報復殺人に見せかけるために、ジョーンズの死体を傷つけ、重機にぶらさげる。
ジョーンズが殺されたことを知ったオーマンは、警察の偽装工作を暴き、ジョーンズ殺害の容疑者にされたエマらを釈放する。市長の事務所に戻ると、そこには罪悪感に苛まれて犯行を自供したウィリーがいた。人種問題が公になることを恐れた市長の思いを汲んだオーマンは、ウィリーを説き伏せ、事件をうやむやのまま終わらせてしまう。
一方、何事もなかったように自分の農場で草刈り機に乗って農作業をしていたスタンリーの前に、13歳のときから彼を激しく憎み続けていた黒人青年ソニーボーイが現れる。一度は復讐を思いとどまっていたソニーボーイだったが、ジョーンズが殺されたことで復讐心が再燃。スタンリーを押し倒し、草刈り機に呑み込ませ殺害する。
オーマンの偽善に失望したスティーブは妻とともに町を去る。その汽車にはソニーボーイも乗っていた。

## キャスト
- オーマン・ヘッジパス - リー・J・コッブ: 町の有力者で弁護士。訳あって独身。
- ウィリー・ジョー・ワース - アンソニー・ザーブ: 白人の悪徳警官。立場を悪用し、黒人女性をレイプしている。
- L・B・ジョーンズ - ロスコー・リー・ブラウン: 葬儀屋を営む裕福な黒人男性。
- エマ・ジョーンズ - ローラ・ファラナ: L・Bの若妻。ウィリーと不倫中。
- スティーブ・マンダイン - リー・メジャース: オーマンの甥で弁護士。オーマンの事務所で働くことになり、いずれは跡を継ぐことになっている。
- ネラ・マンダイン - バーバラ・ハーシー: スティーブの妻。
- ソニーボーイ・モスビー - ヤフェット・コットー: 久しぶりに故郷に帰って来た黒人青年。
- スタンリー・バンパス - アーチ・ジョンソン: 人種差別主義者の白人警官。13歳当時のソニーボーイを暴行し、大怪我を負わせた。

## 評価
この映画に出演したことでローラ・ファラナはゴールデングローブ賞の新人女優賞にノミネートされた。